# 拉面

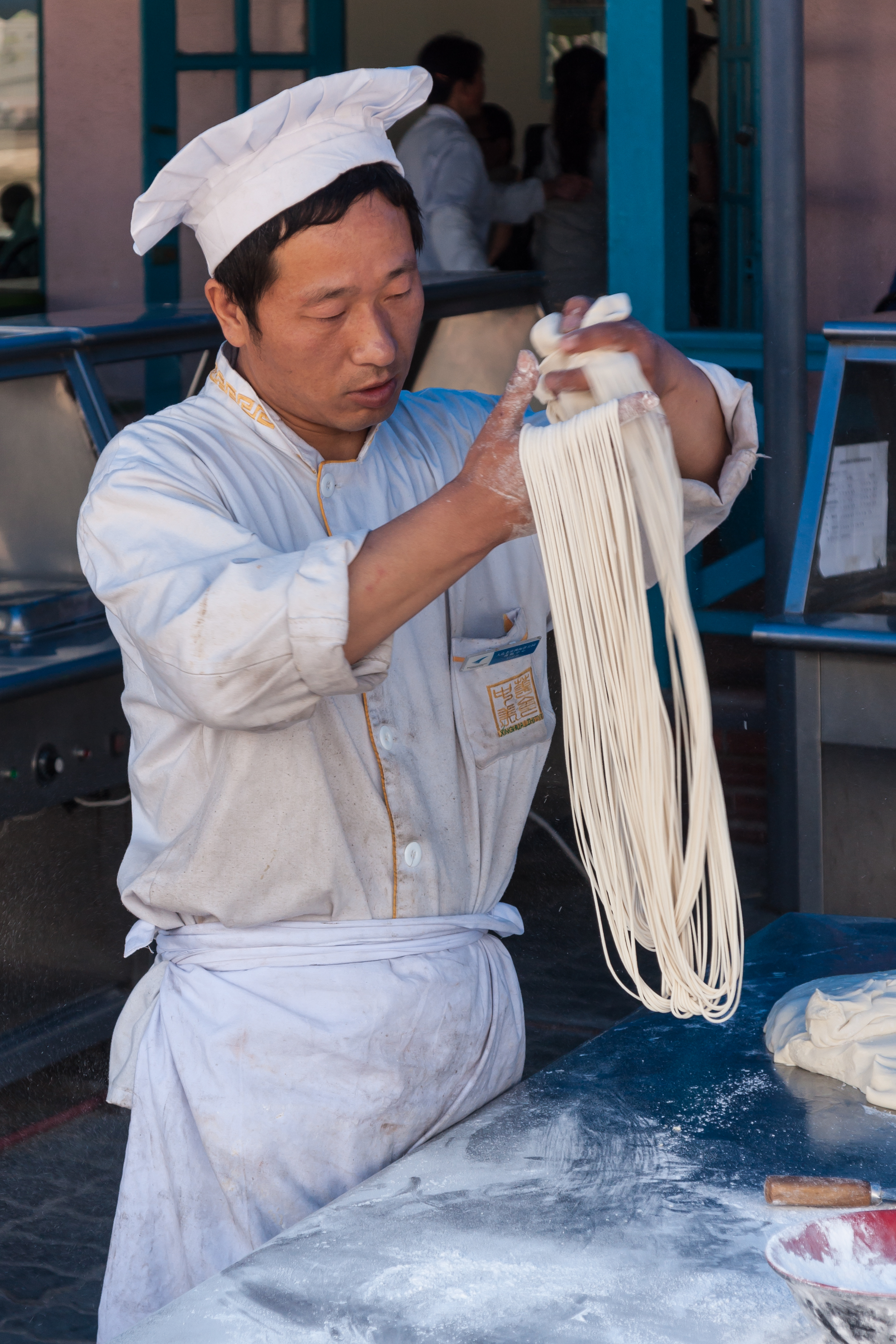
拉面师傅，摄于中国辽宁省大连市

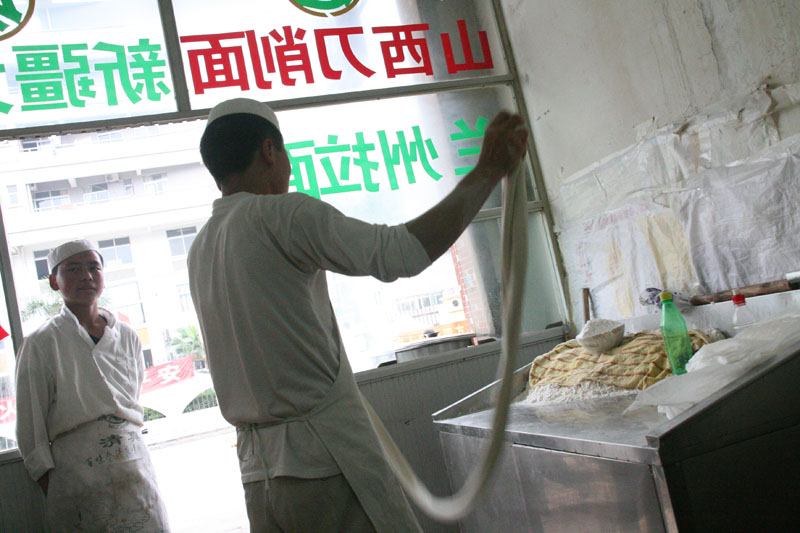
一家面馆中正在制作拉面的製麵师

拉面，或稱手拉麵、抻麵，是一种起源于中国的面食，做法是将揉好的麵團拉长，折叠，再拉长，反复若干次，直到面条足够细为止。優秀的師傅能將麵條拉得又細又長，口感勁道十足。因为拉面流行于中国西北，由于当地人饮食习惯，拉面多为清真食品，其中兰州牛肉面最负盛名。中国南方的浙江中部及南部亦有流行手擀拉面。拉面向西传播至新疆及中亚后，当地人将其与蔬菜炒製称为“拉条子”。拉面向东传播至日本后，日本人用猪骨或海鲜熬制汤底，并根据当地风味配以不同蔬菜，成为日本拉面。

## 起源

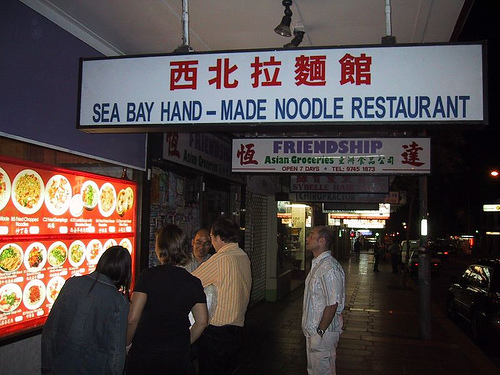
西北拉面

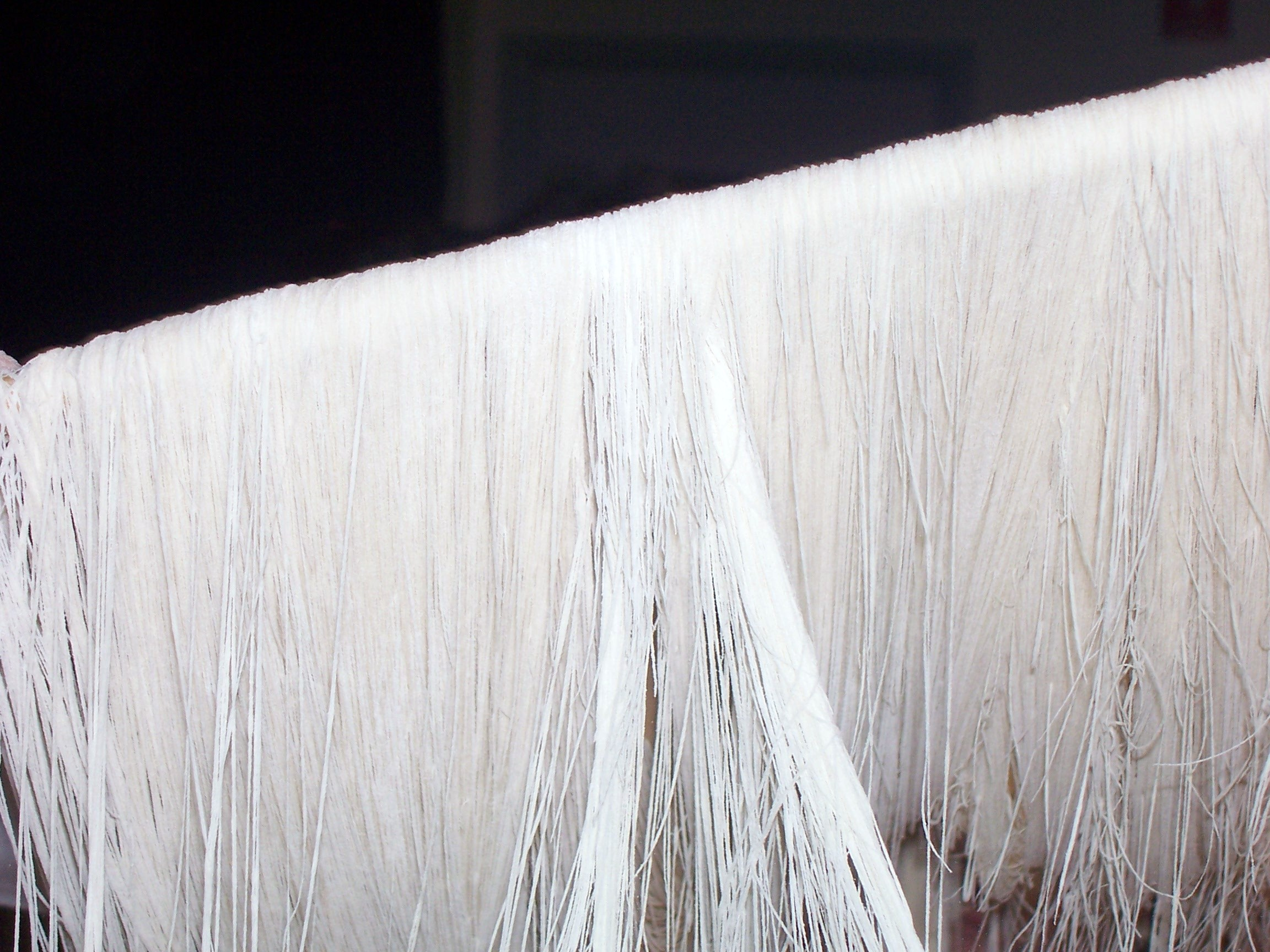
拉好准备下锅的面条

这种做法起源于中国，可以追溯到1504年的明朝，明朝人宋诩在其著作《宋氏養生部》中就描述了这种做面条的方法。煮熟的拉麵常配以上湯——牛肉汤或羊肉汤——食用，也可以与肉和蔬菜同炒。

## 演變

### 中亚
中亚的拉面一般比较粗，类似于新疆的拉条子，是陝西、甘肅兩省拉麵的變體。有、汤面和炒面。

### 日本
日本拉面自中國引進之後，由於日本地形的關係呈現自己個別地區不同的發展特色，面条不再為手工拉抻而成，而是刀切或機器製作，口味有醬油拉麵、豚骨拉面、海鲜拉面、味噌拉面等。

## 相关图片

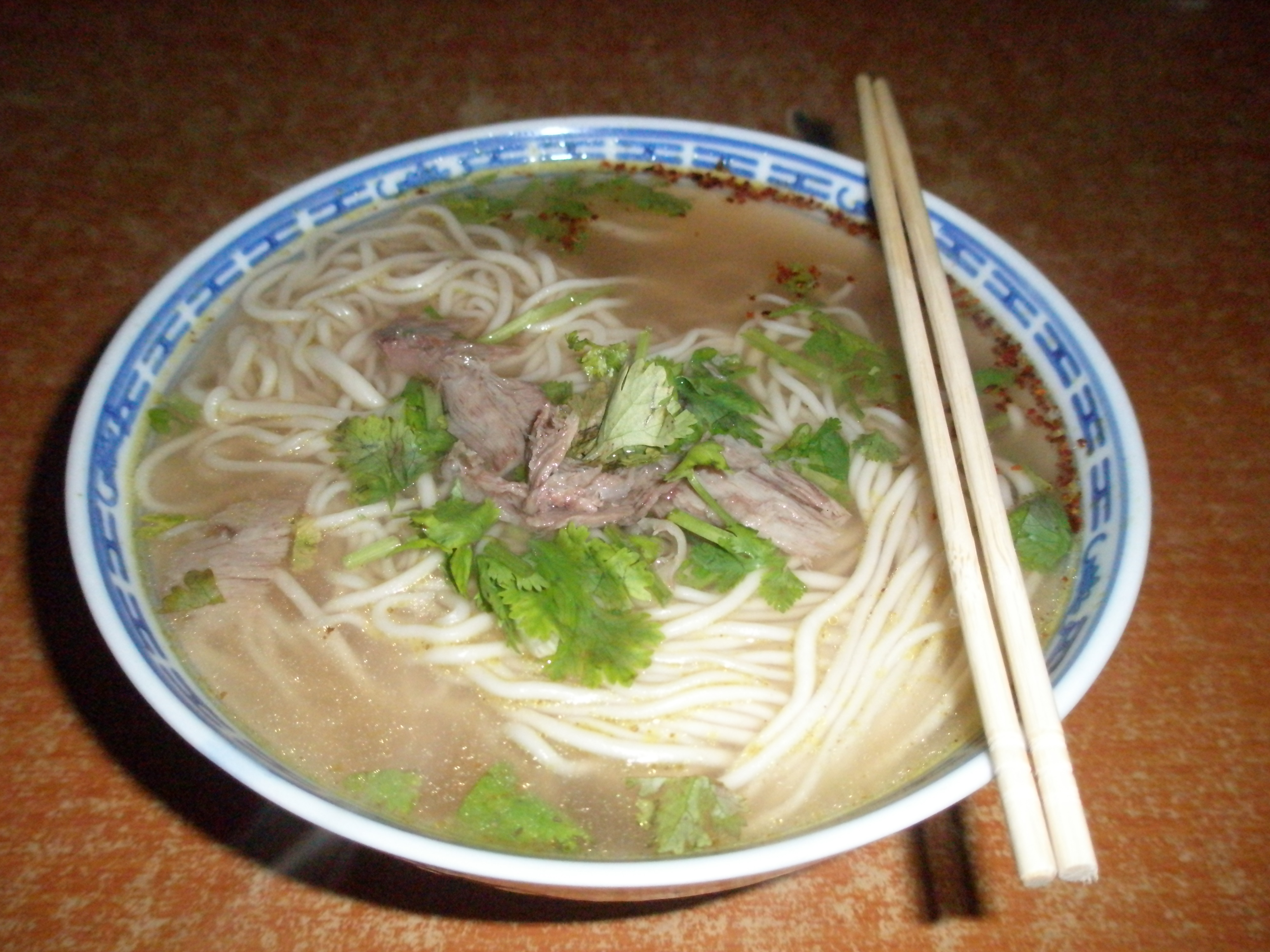
一份牛肉拉面，面条较细长
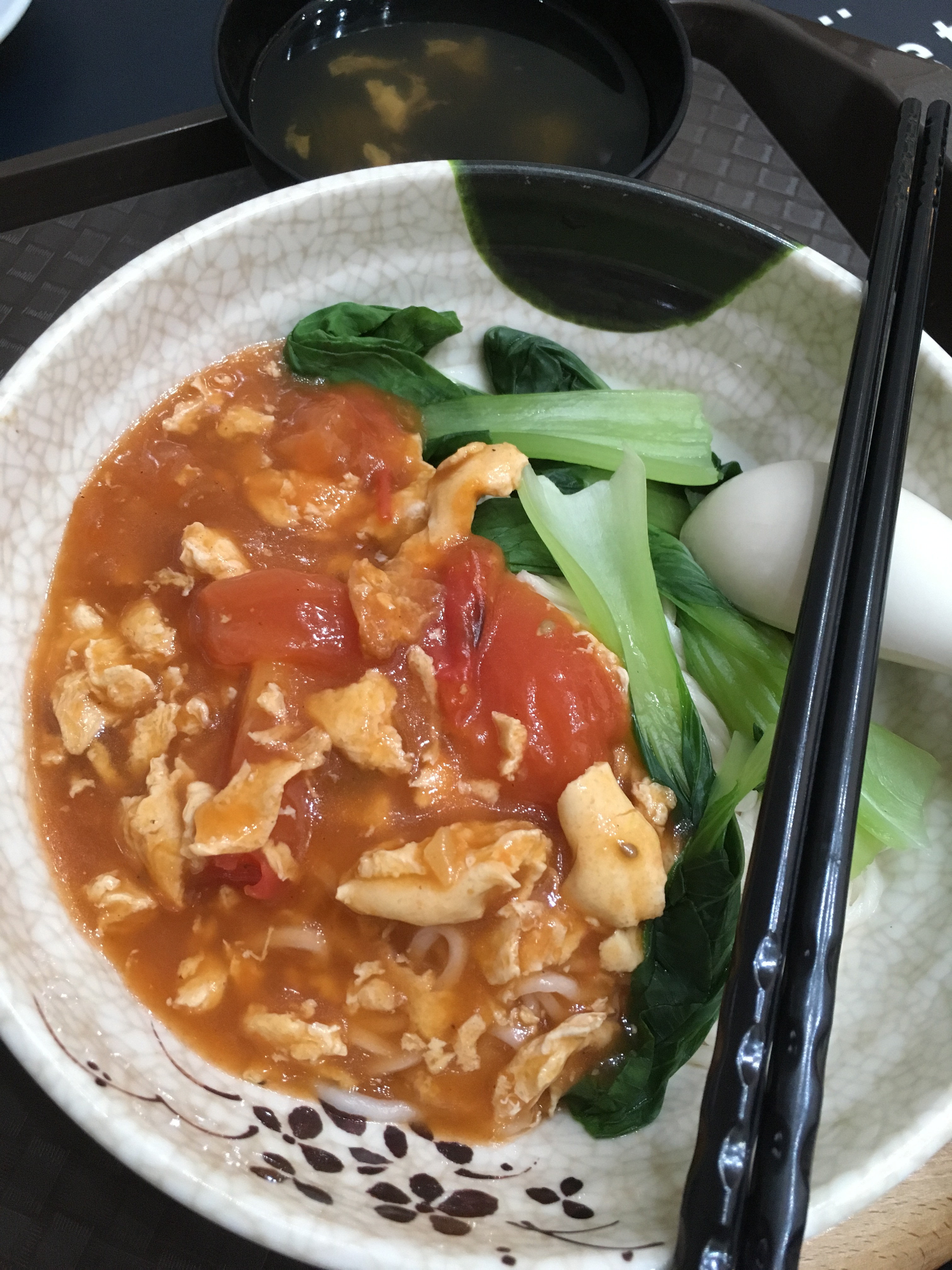
西红柿鸡蛋拉面
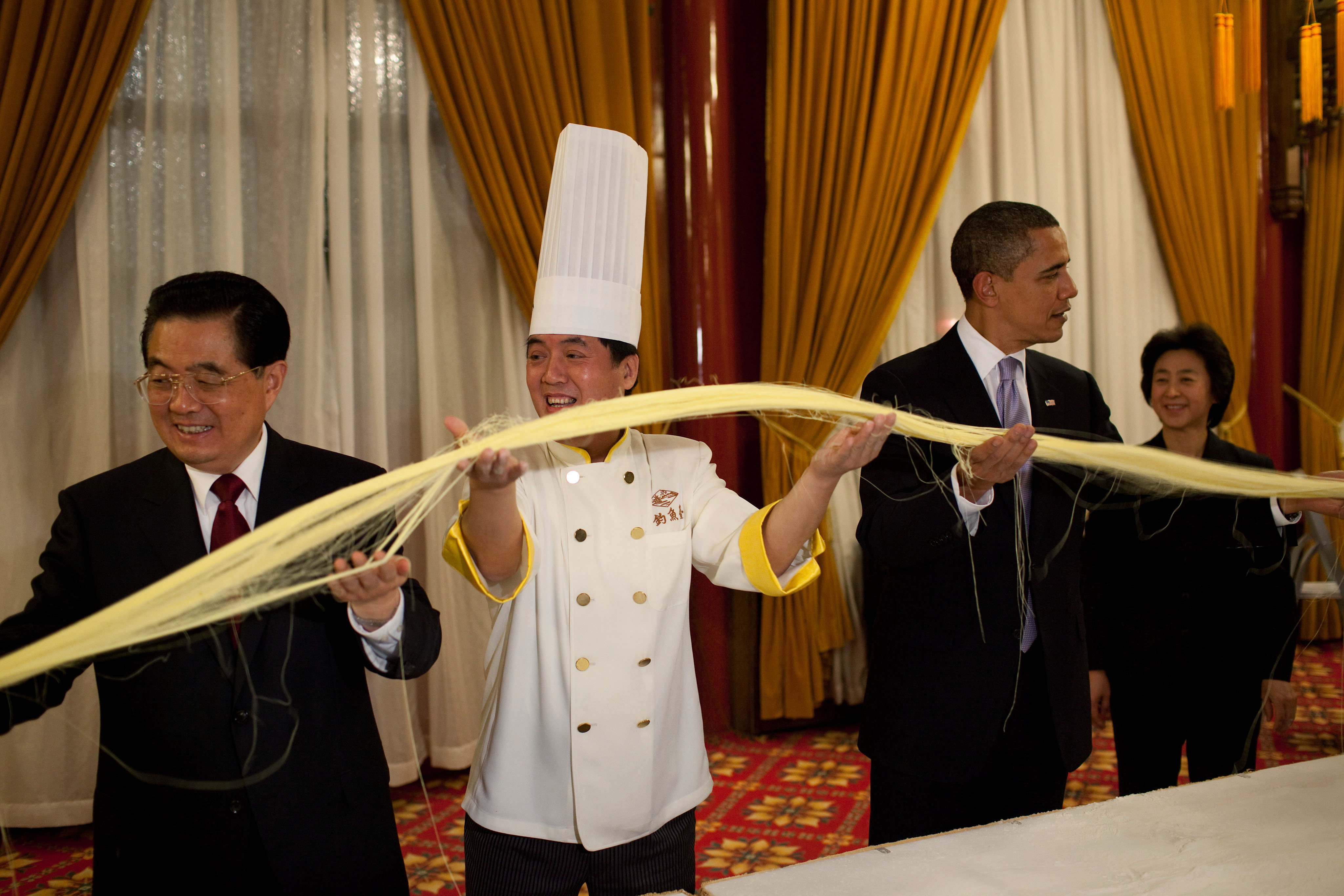
中国国家主席胡锦涛和美国总统贝拉克·奥巴马参与拉面表演